# U-637
Unterseeboot 637 foi um submarino alemão do Tipo VIIC, pertencente a Kriegsmarine que atuou durante a Segunda Guerra Mundial.

## Comandantes
| Comandante                 | Data                                           |
| -------------------------- | ---------------------------------------------- |
| Kptlt. Max Bernd Dieterich | 27 de agosto de 1942 - 22 de fevereiro de 1943 |
| Kptlt. Günther Zedelius    | 23 de fevereiro de 1943 - 20 de julho de 1944  |
| Oblt. Fritz Fabricius      | 21 de julho de 1944 - 30 de setembro de 1944   |
| Kptlt. Wolfgang Riekeberg  | 1 de outubro de 1944 - 26 de abril de 1945     |
| Oblt. Walther Ehrhardt     | janeiro de 1945 - janeiro de 1945              |
| Oblt. Klaus Weber          | 27 de abril de 1945 - 9 de maio de 1945        |

## Subordinação
Durante o seu tempo de serviço, esteve subordinado às seguintes flotilhas:
| Período                                   | Flotilha                                  |
| ----------------------------------------- | ----------------------------------------- |
| 27 de agosto de 1942 - 31 de maio de 1944 | 5. Unterseebootsflottille (treinamento)   |
| 1 de junho de 1944 - 5 de julho de 1944   | 1. Unterseebootsflottille (serviço ativo) |
| 6 de julho de 1944 - 1 de janeiro de 1945 | 8. Unterseebootsflottille (serviço ativo) |
| 1 de janeiro de 1945 - 8 de maio de 1945  | 5. Unterseebootsflottille (serviço ativo) |